# Roth (Pfaffenhofen an der Roth)

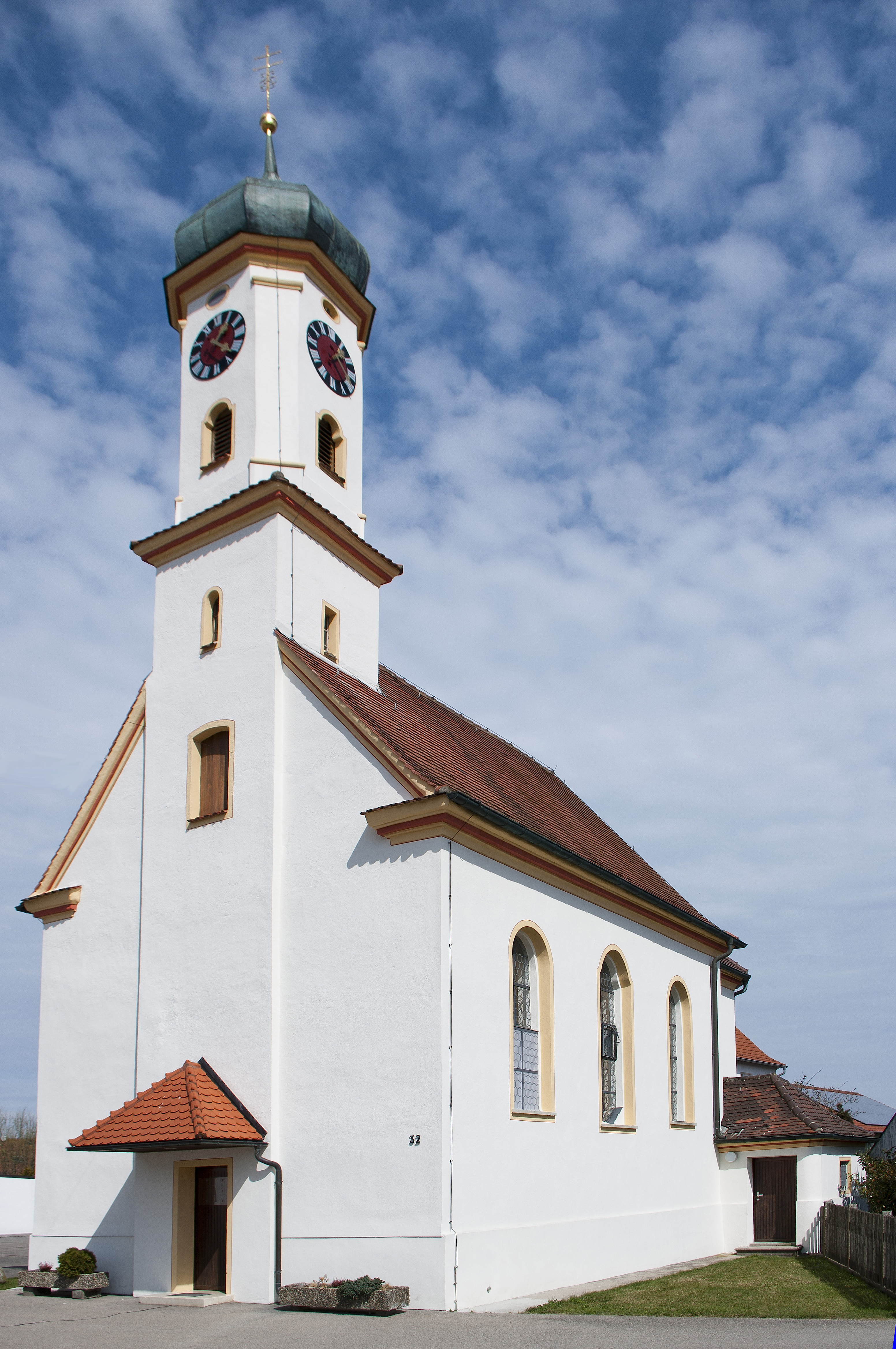
Filialkirche St. Leonhard

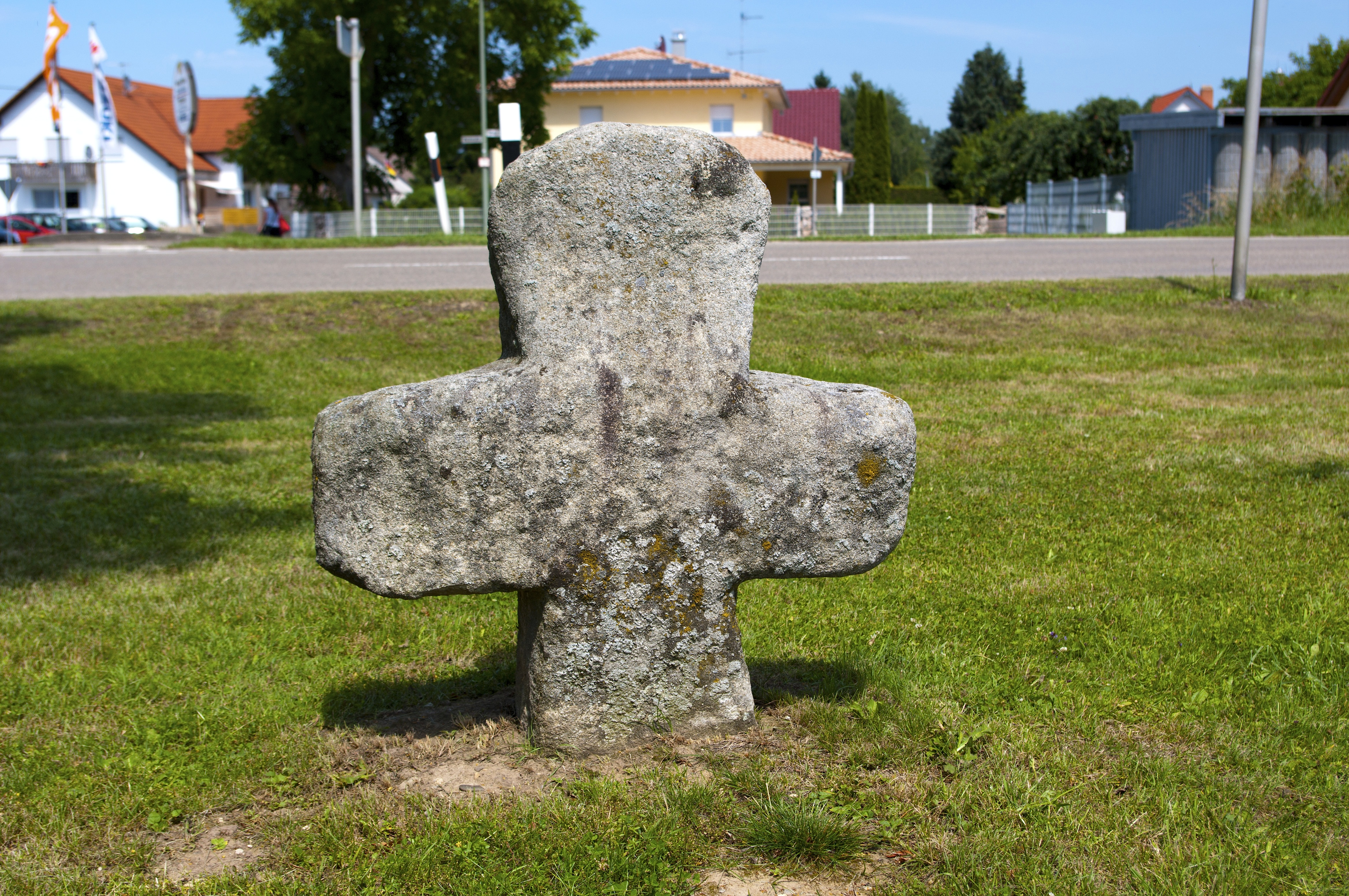
Steinkreuz

Roth ist ein Gemeindeteil des Marktes Pfaffenhofen an der Roth und eine Gemarkung im Landkreis Neu-Ulm im Westen des bayerischen Regierungsbezirks Schwaben.

## Lage
Das Kirchdorf liegt am gleichnamigen Flüsschen. Zur Mitte des Hauptortes sind es aus dem nördlich gelegenen Ortsteil rund eineinhalb Kilometer. Am westlichen Ortsrand führt die Staatsstraße 2021 vorbei.

## Geschichte
Funde von Bandkeramik und Steinwerkzeugen weisen auf eine Siedlungstätigkeit etwa 5000 vor Christus hin. Im westlichen Waldgebiet sind zwölf Grabhügel aus der Hallstattzeit erhalten. 1820 hatte der Ort 52 Wohnhäuser und 340 Einwohner. Schulunterricht ist seit 1760 belegt, 1805 wurde das erste Schulhaus errichtet. 1949 errichteten die Gemeinden Roth und Berg gemeinsam ein zweiklassiges Schulgebäude.
Zur Gemeinde Roth mit einer Fläche von 690 Hektar gehörten das Dorf Hirbishofen und der Weiler Luippen. Am 1. Mai 1978 wurde diese Gemeinde zum Abschluss der Gebietsreform in Bayern in den Markt Pfaffenhofen eingegliedert.

## Baudenkmäler
In die amtliche Liste der Baudenkmäler sind drei Objekte eingetragen:
- Spätmittelalterliches Steinkreuz nahe der Staatsstraße 2021,
- Schmiedeeisernes Wegkreuz, Ende 19. Jahrhundert,
- Katholische Filialkirche St. Leonhard, um 1760, unter Baumeister Johann Georg Hitzelberger.